# Всемирный саммит религиозных лидеров
Всемирный саммит религиозных лидеров — ежегодная встреча религиозных лидеров: глав и представителей христианских, мусульманских, иудейских, буддийских и индуистских общин, проводимая в преддверии встреч Большой восьмёрки. Проводится по инициативе Межрелигиозного совета России.
К основным задачам встречи относится обсуждение актуальных тем, таких как:
- влияние глобализации на религию и традиционные ценности
- защита мира, безопасности и человеческого достоинства[2]

По словам митрополита Кирилла, в задачи саммита входит борьба за присутствие религиозно-нравственных ценностей в жизни современного человека. Они заключаются в том, чтобы, оставаясь в рамках и в русле своей собственной религиозной традиции, иметь возможность вместе с другими отстаивать то, что дорого для верующих людей.

## Встречи
- 2006 — Москва, Россия
- 2007 — Кёльн, Германия[4][5]
- 2008 — Саппоро, Япония
- 2009 — Рим, Италия
- 2010 — Баку, Азербайджан[6]
- 2011 — Ереван, Армения[7]